# طرق الأرض (رواية)
طرق الأرض The Roads of Earth هي رواية من الأدب السياسي للكاتب الأمريكي ألن دروري نشرت عام 1984.

## القصة
الاتحاد السوفيتي: النظام القديم مات. تعهد يوري سيرابين رئيس الوزراء الروسي الجديد الذي لا يرحم، بأن يكون "الحاكم الأعلى والحكم على كل البشرية. لتحقيق هذه الغاية، شن أربع هجمات متفرقة على نطاق واسع على حلفاء أمريكا.
الولايات المتحدة الأمريكية: أعد رئيس هاملتون دلباتشر الإجراءات والتدابير لمواجهة مخيفة تدور في كوبا والمملكة العربية السعودية، ويخطط للاستيلاء على السفارة الروسية، ويجهز لانقلاب يائس داخل جدران الكرملين نفسه. ولم يشهد العالم خطورة كبيرة تهدد البشرية مثل تلك المرحلة منذ غزو خليج الخنازير، ويبدو مندفعا نحو حافة الهاوية النووية، حيث أصبح مستقبل البشرية هو الجائزة النهائية في صراع بين رجلين غاضبين، وإرادتين حديديتين، وقوتين لا هوادة فيهما. إنه صراع لا يمكن فيه لأحد، على الأقل من جميع اللاعبين الرئيسيين، التنبؤ بنتيجته.